# Sedum pampaninii
Sedum pampaninii är en fetbladsväxtart som beskrevs av R.-hamet. Sedum pampaninii ingår i Fetknoppssläktet som ingår i familjen fetbladsväxter. Inga underarter finns listade i Catalogue of Life.